# Karl Krauß
Karl Krauß, auch Carl Krauss (* 14. Mai 1859 in München; † 30. November 1906 in Aachen) war ein deutscher Bildhauer des Historismus und Hochschullehrer.

## Leben und Wirken
Nach seiner Schulzeit studierte Karl Krauß bei Anton Hess, ebenfalls einem Bildhauer des Historismus, an der Königlichen Kunstgewerbeschule München, in dessen Privat-Atelier er anschließend als Assistent weiterarbeitete. Im Jahr 1888 berief ihn die Technische Hochschule Aachen auf eine Dozentenstelle für Modellieren und Bossieren. Hier wurde Krauß im Jahr 1896 schließlich zum Professor mit dem Hauptarbeitsgebiet Porträtskulpturen und Reliefs ernannt.
Bis zu seinem frühen Tod im Jahr 1906 hat Krauß neben seiner Lehrtätigkeit mehrere bis heute gut erhaltene Objekte für den öffentlichen Raum angefertigt, die mittlerweile zum größten Teil unter Denkmalschutz gestellt worden sind. Zu seinen umfangreichsten und bedeutendsten Arbeiten zählen unter anderem die zwei Standfiguren und acht Wappen-Reliefs am Aachener Rathaus, die im Rahmen von notwendigen Restaurierungsmaßnahmen nach einem Brand im Jahre 1883 neu erstellt wurden. Einen besonderen Platz nahmen die Arbeiten auf dem Gebiet der Porträtskulpturen ein, wie es beispielsweise die Büsten von Kaiser Wilhelm II., Otto von Bismarck, Helmuth von Moltke oder das Reliefporträt von Papsts Leo XII. aufzeigen.
Ein Teil der Werke von Karl Krauß befanden sich im Besitz des Suermondt-Ludwig-Museums in Aachen, welches 1907 eine Nachlassausstellung organisiert hatte. Im Dezember 1906 wurden Teile seines und des Nachlasses von dem ebenfalls verstorbenen Maler Professor Albert Baur (Düsseldorf) mit den Kollektionen von Hans Völker (Wiesbaden) und Henry Luyten (Brasschaet bei Antwerpen) in einer Ausstellung gezeigt. Bereits im Jahr 1902 waren im Flur des Erdgeschosses die Porträts der Aachener Bürgermeister Johann von Pont († 1386) und Gerhard Chorus sowie die Gipsmodelle der Rathausfiguren für die Südseite ausgestellt. Die Gipsbüste von Wilhelm II. konnte der Besucher im vorderen Treppenhaus auf der ersten Etage betrachten, die des ehemaligen Museumsleiters Fritz Berndt im Museumsanbau. In der Vorhalle, Saal XXII auf der zweiten Etage, stand die ebenfalls von Krauß angefertigte Gipsbüste von Alfred Rethel, der in seinem Geburtsjahr gestorben war. Weitere Werke von Krauß befanden sich im ehemaligen Schlafzimmer der Villa Cassalette und der Anrichte, Saal XXXII und XXXIII.
1906 stellte er seine Werke im Suermondt-Museum aus und das Museum erwarb seinen Entwurf für eine St. Michael Bronzegruppe.

Grabmal Entwurf Karl Krauß, Zeichnung C. Hermes

Um 1901 fertigte er einen Entwurf für den Grabmal-Wettbewerb des Vereins Stift & Meißel an. Eugène Klinckenberg hatte den Verein neu gegründet. Die Ergebnisse der Ausschreibung sollten einfach in der Ausführung sein. Die Zeichnung seines Entwurfs stammt von C. Hermes. Weitere Teilnehmer waren C. Hermes, J. Breuer, Fr. Wildt, O. Hellgre und W. Pipping. 25 ihrer Entwürfe veröffentlichte Krauß.
Zu den bekanntesten Schülern von Karl Krauß zählen unter anderem Walter Ophey, Ewald Mataré, Wilhelm Braun sowie Alfred Pieper, von dem die ersten Puppenköpfe des Öcher Schängchens, Autobahnplastiken, die Brunnenanlage im Hangeweiher Schwimmbad und das Burtscheider Brunnendenkmal der Wasser schöpfende Knabe stammen.
Auf der Aachener Jahrtausend-Ausstellung von 1925 war die von Krauß angefertigte Plakette für den Professor der Bergwissenschaften Wilhelm Schulz zu betrachten (Nr. 56) sowie von Henr. Flor. Goovaerts das Krauß-Porträt in Öl auf Leinwand (Nr. 103). Goovaerts Darstellung zeigt den Bildhauer bei seiner Arbeit, wie er eine Skulptur anfertigt.
Auch der Kunstmaler Adolf Krebs porträtierte Karl Krauß.
Der Kunsthistoriker Max Schmid-Burgk charakterisierte Krauß 1906 als einen humorvollen Menschen, der zum Broterwerb in Aachen und Umgebung auch Gelegenheitsdekorationen entwarf.
Nachdem Krauß am 30. November 1906, seinem lebenslangen Halsleiden im Louisenhospital in Aachen erlag, wurde er am 3. Dezember 1906 beerdigt.

## Stil
Krauß sorgte bei seinem Figurenschmuck für eine Harmonie mit der Architektur. Seine Porträts erfassten zeittypisch den Charakter. Die Büsten vom Bismarckturm 1906 veranschaulichen seine markant stilisierte Darstellungsform. Seine expressiven Gesichtszüge, speziell die Haar- und Bartformen, bezeugen einen expressionistischen Touch im Gegensatz zu seiner idealisiert naturalistischen Darstellungsweise der Lenné-Büste. Der Einsatz verschiedener Stilmittel erfolgte achronologisch.
Eklektizistisch verwendete Krauß auftragsbedingt antike und mittelalterliche Drapierungsformen.
Zu seinen allegorischen Skulpturen gehören die Arbeitsamkeit in Form einer Frau mit Spinnrocken, der Fleiß personifiziert als Schmied, Gesetz und Sitte als Richter und züchtige Hausfrau in Halbfiguren-Darstellungen.
Zu seiner Grabgestaltung zählen Engel und Putti, die das Grab mit Blumen oder Girlanden schmücken und einfache Grabplatten. Auch Krauß ließ in der galvanoplastischen Kunstanstalt der WMF in Geislingen an der Steige ebenso wie Erich von den Driesch arbeiten. Seine drei Christusfiguren werden 1919 in dem Grabschmuck Katalog aufgeführt. Die Werke haben Dreiernagelung, eine Dornenkrone und variierende Lendentücher.

## Werke (Auswahl)

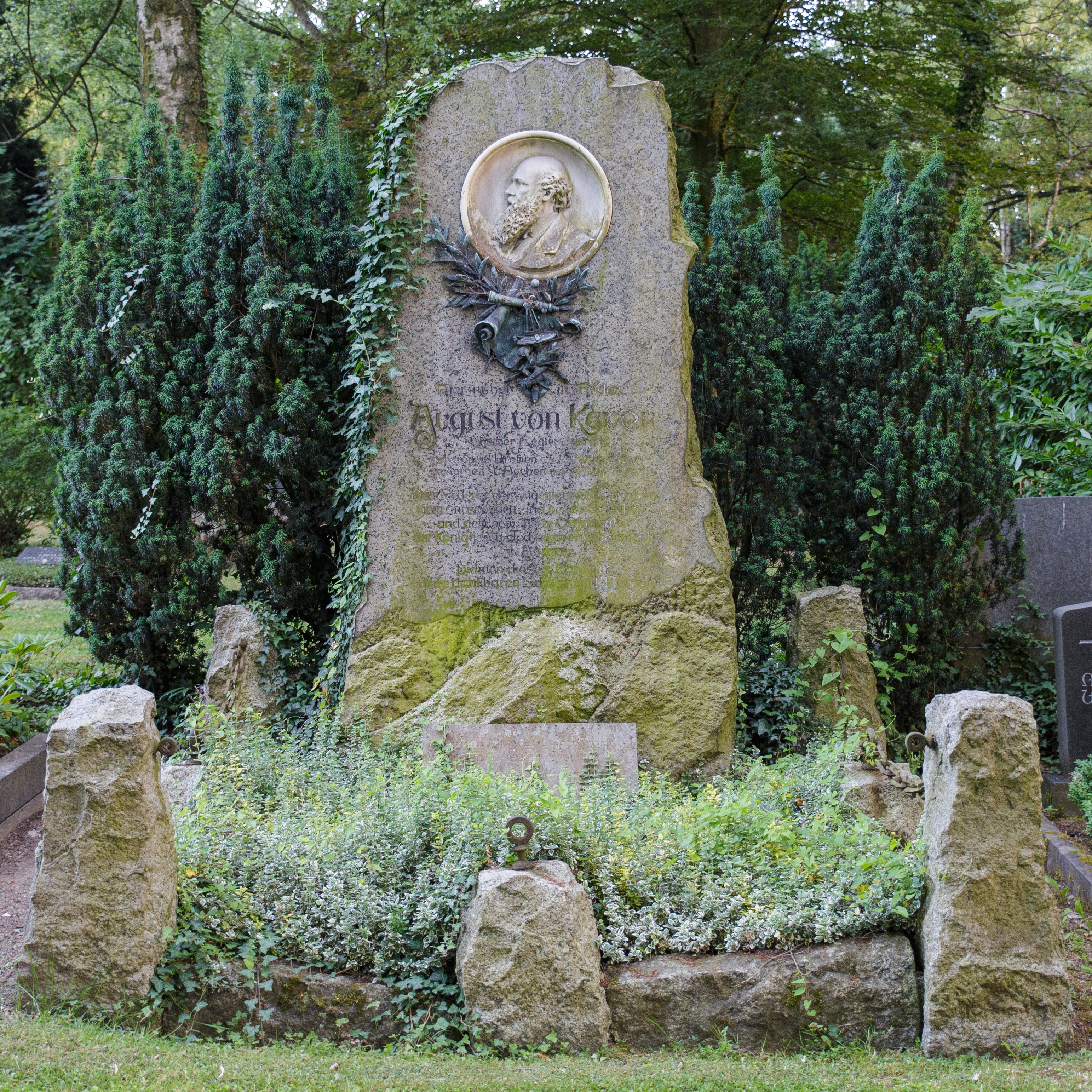
Grabstätte August von Kaven

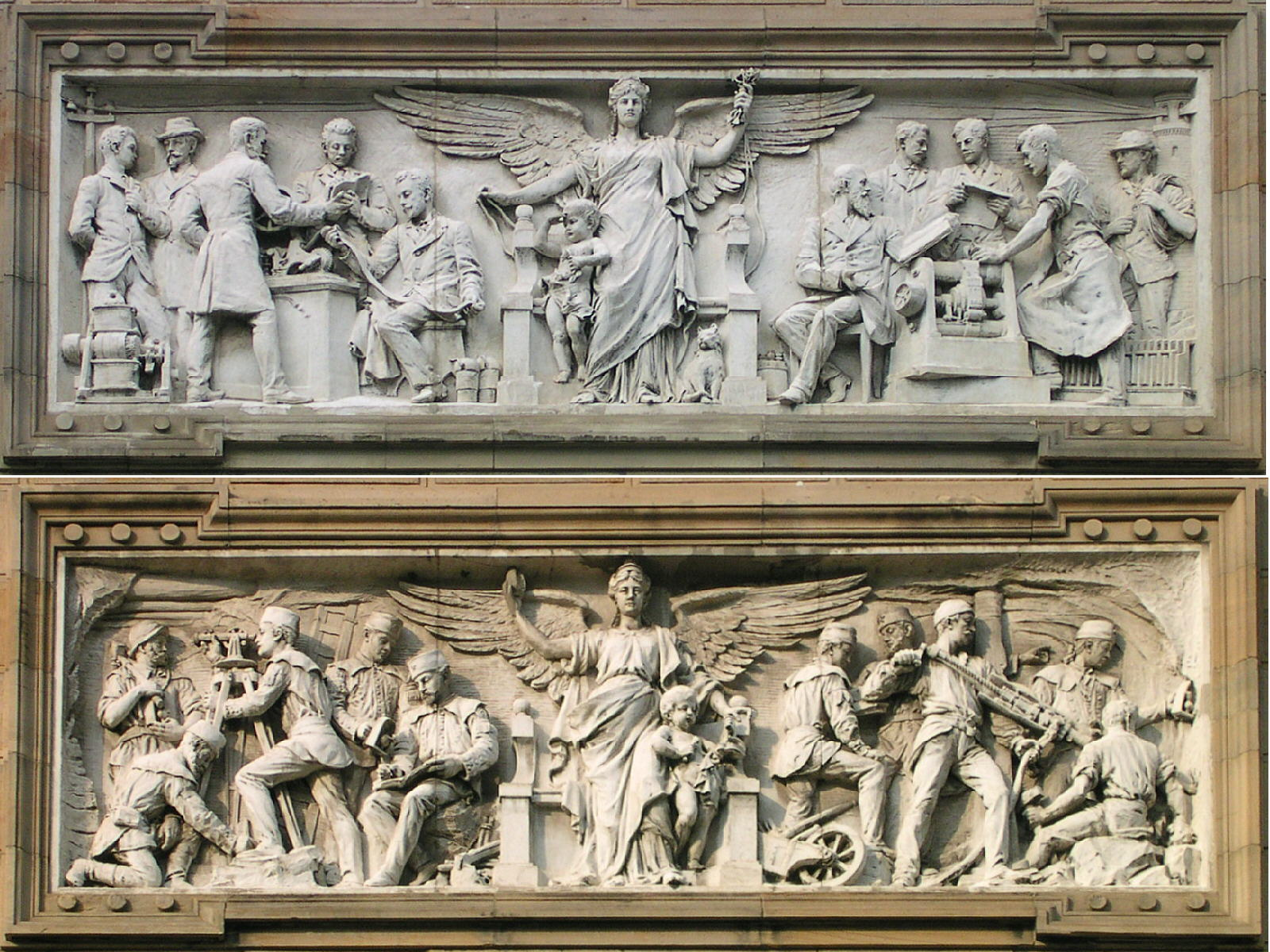
Reliefs am Bergbaugebäude der RWTH Aachen

Bahkauv-Brunnen

- 1891: Grabmal für August von Kaven auf dem Aachener Westfriedhof
- 1894: Grabmal für Familie Georg Hasenclever auf dem Heißbergfriedhof Burtscheid/Aachen (Flur 9, Grab-Nr. 8, 9)

Die Gestaltung besteht aus einem Pultstein auf einem Sockel mit einer schwarzen aufgesetzten Granitplatte, in welche die Namen der Verstorbenen eingemeißelt und geweißt sind. Georg Hasenclever (1817–1904; Geheimer Regierungsrat und Landrat) war der Vater des Sanitätsrats Dr. Carl Hasenclever (1855–1934) und Großvater von Walter Hasenclever.
- 1894: Skulpturen an der Fassade des Hauses Theaterstraße 6 für Bankier Ohligschläger
- 1895: Bronzebüste von Otto von Bismarck
- um 1895: Skulptur des Ritters Gerhard Chorus auf der Mauerkante des Erkers an der Rückseite des Aachener Rathauses
- um 1895: Skulptur des Johann von Pont auf der Mauerkante des Erkers an der Rückseite des Aachener Rathauses
- acht Wappenschilde alter Adelsgeschlechter (Margarten, Berensberg, Roide, Hasselholz, Surse, Wilde, Joh. Chorus, Zevel) in den Bogenzwickeln an der Rückseite des Aachener Rathauses[11]
- 1896: Denkmal für Peter Joseph Lenné am Rande an der Monheimsallee am des Stadtgarten Aachens (unter Denkmalschutz)
- vor November 1896: Christusfigur, Apostel und Evangelisten an der Aachener Christuskirche (Architekt: Georg Frentzen; im Zweiten Weltkrieg zerstört)

Die segnende Christusfigur ist Krauß’ Interpretation eines Vorbildes von Thorvaldsen. Sie stand über dem Portal in einer vorgelagerten Baldachinnische im Giebel. Die Figuren Johannes des Täufers und des Apostels Paulus befanden sich in den Nischen der beiden Frontstrebepfeiler. Ein Bergpredigt-Relief schmückte den Portalbogen, als Aussage, dass in dieser Kirche das Wort Gottes verkündet wurde. Die Giebelfiguren stiftete Kirchmeister Krabb, das Relief Geheimrat von Wagner. Die Evangelisten-Skulpturen der Langseite an den Strebepfeilern: Matthäus, Markus und Lukas als Synoptiker sowie Johannes mit dem Adler waren eine Stiftung von Ed. Waldthausen.
- um 1896/1897: Reliefs am Bergbaugebäude der RWTH Aachen (unter Denkmalschutz)
- Modell St. Michael in Ritterrüstung den Drachen tötend für den Altan der Südseite des Aachener Rathauses (nicht ausgeführt)[13]
- vor 1902: zwei Standfiguren und Reliefs am Aachener Rathaus (unter Denkmalschutz)
- vor 1904: Reliefporträt von Papst Leo XIII.
- 1904: Alter Bahkauvbrunnen in Aachen, Darstellung der Aachener Sagengestalt „Bahkauv“ (Bachkalb), (im Zweiten Weltkrieg eingeschmolzen)[14]
- 1905: Denkmal für Otto Intze im Garten der RWTH Aachen (Einweihung jedoch erst am 26. Januar 1907[15])
- 1905: Bronzeskulpturen Studium und Phantasie am Eingangsportal des Leopold-Hoesch-Museums in Düren
- 1906: Büste von Friedrich Heinzerling (Rektor der RWTH Aachen)
- 1906: Büsten von Otto von Bismarck, Helmuth Karl Bernhard von Moltke und Albrecht von Roon am Aachener Bismarckturm (unter Denkmalschutz)
- Porträtbüste Kaiser Wilhelms II. (ausgeführt von der Bildgießerei Gladenbeck, Berlin)[16]
- Porträtbüste von Johannes Classen (Aachener Humorist)[17]
- Entwurf eines Bismarckdenkmals für Hamburg[18]
- Entwurf eines Ratspokals[19]

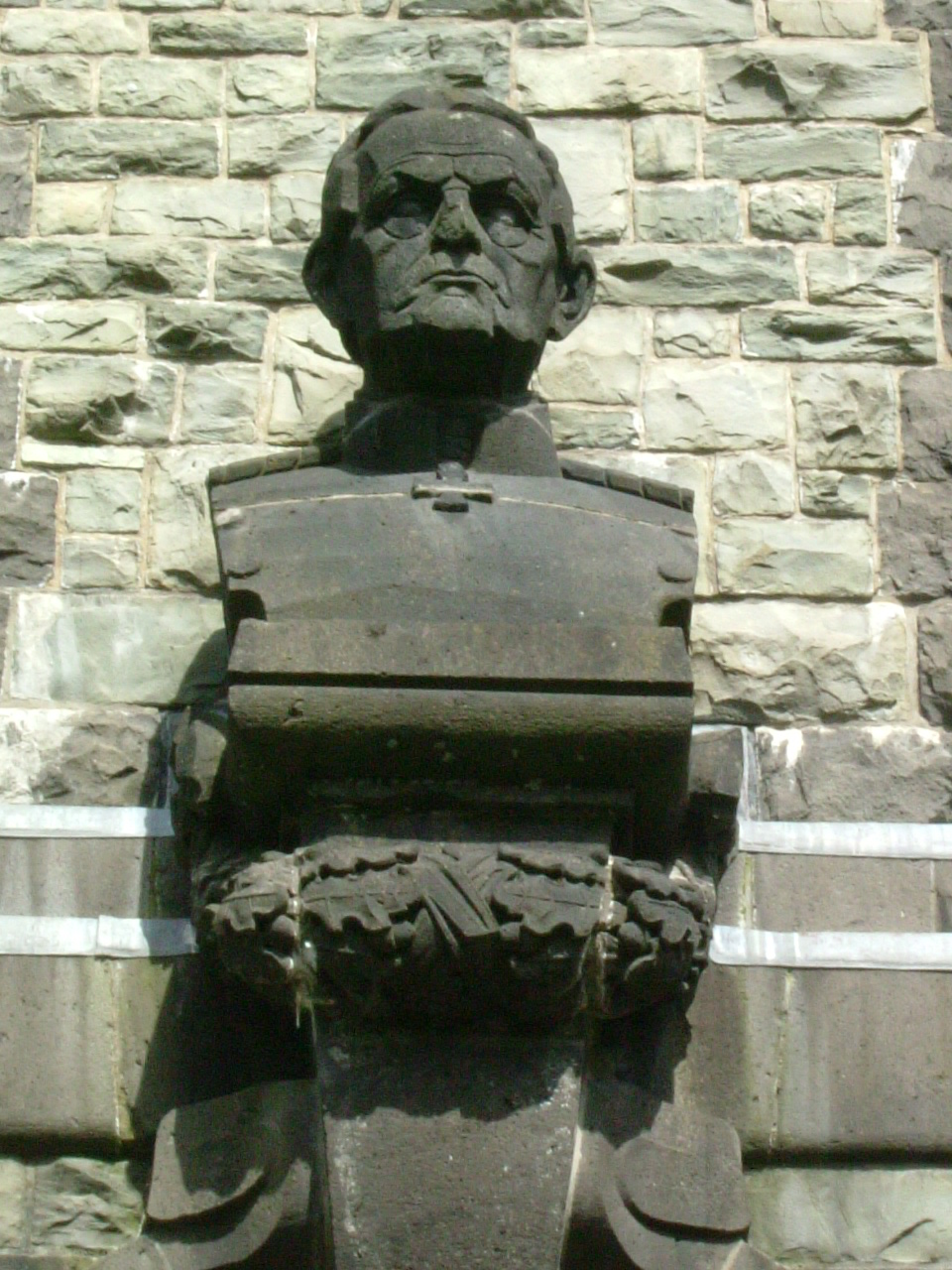
Büste Helmuth von Moltke
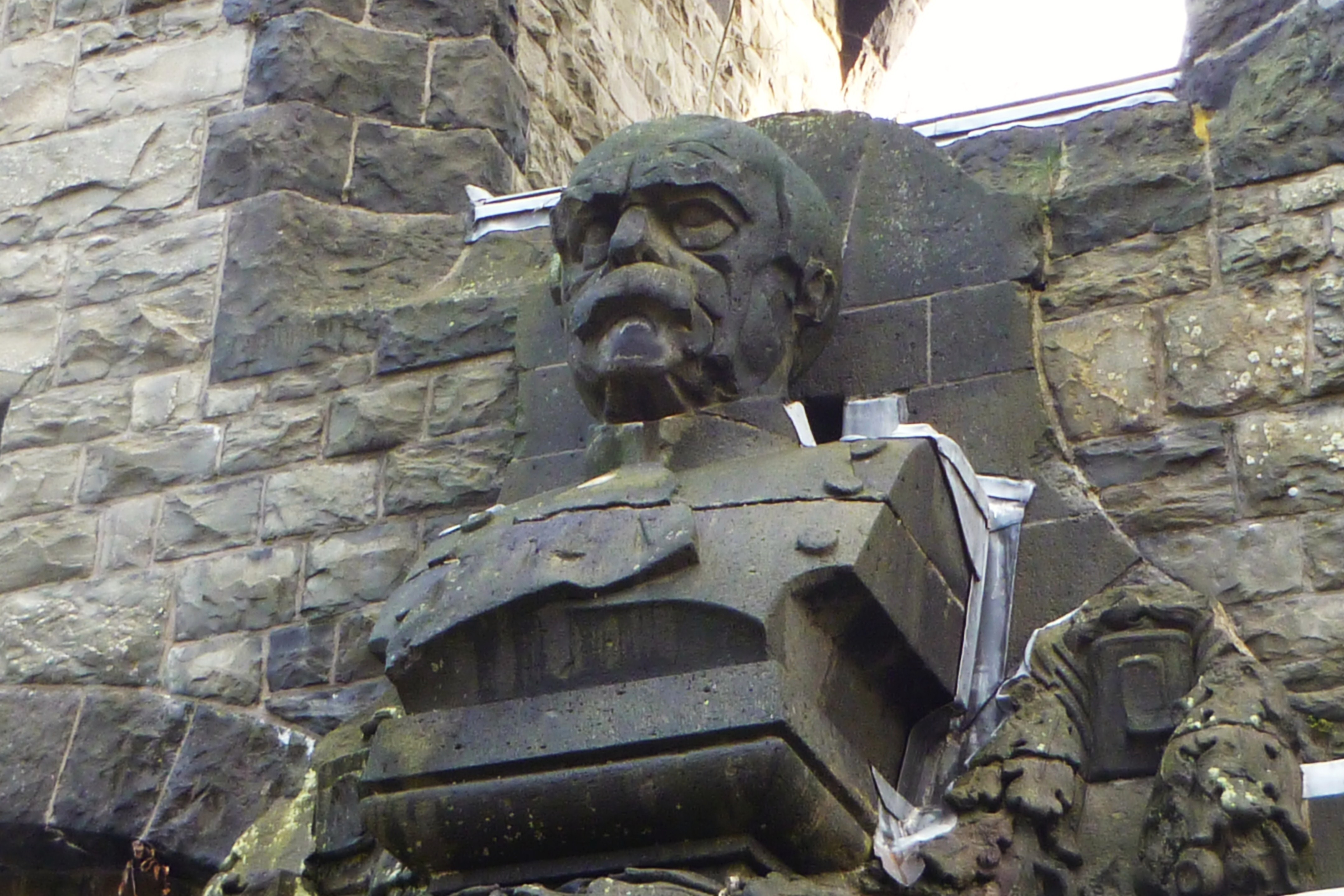
Büste Otto von Bismarck
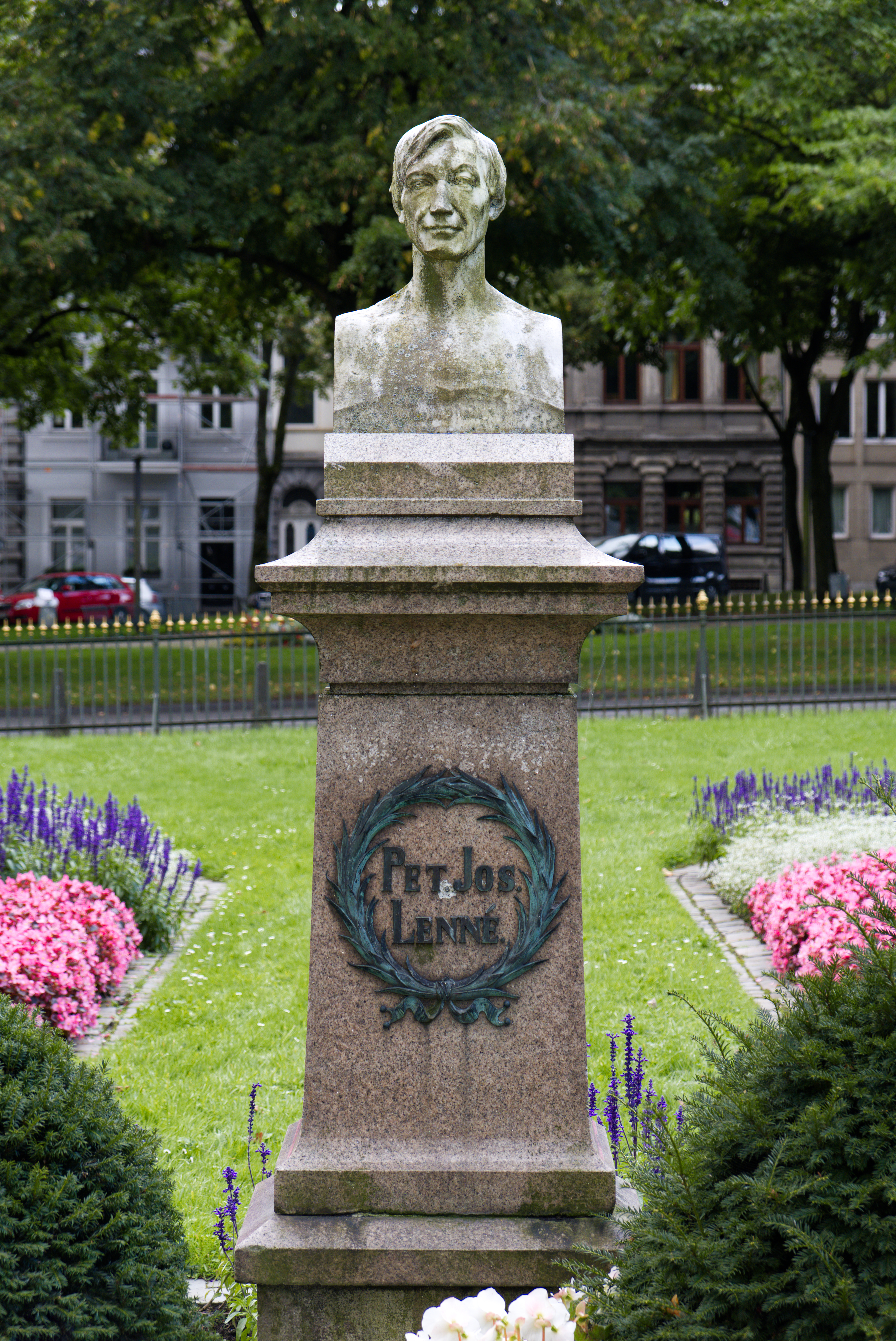
Lenné-Denkmal
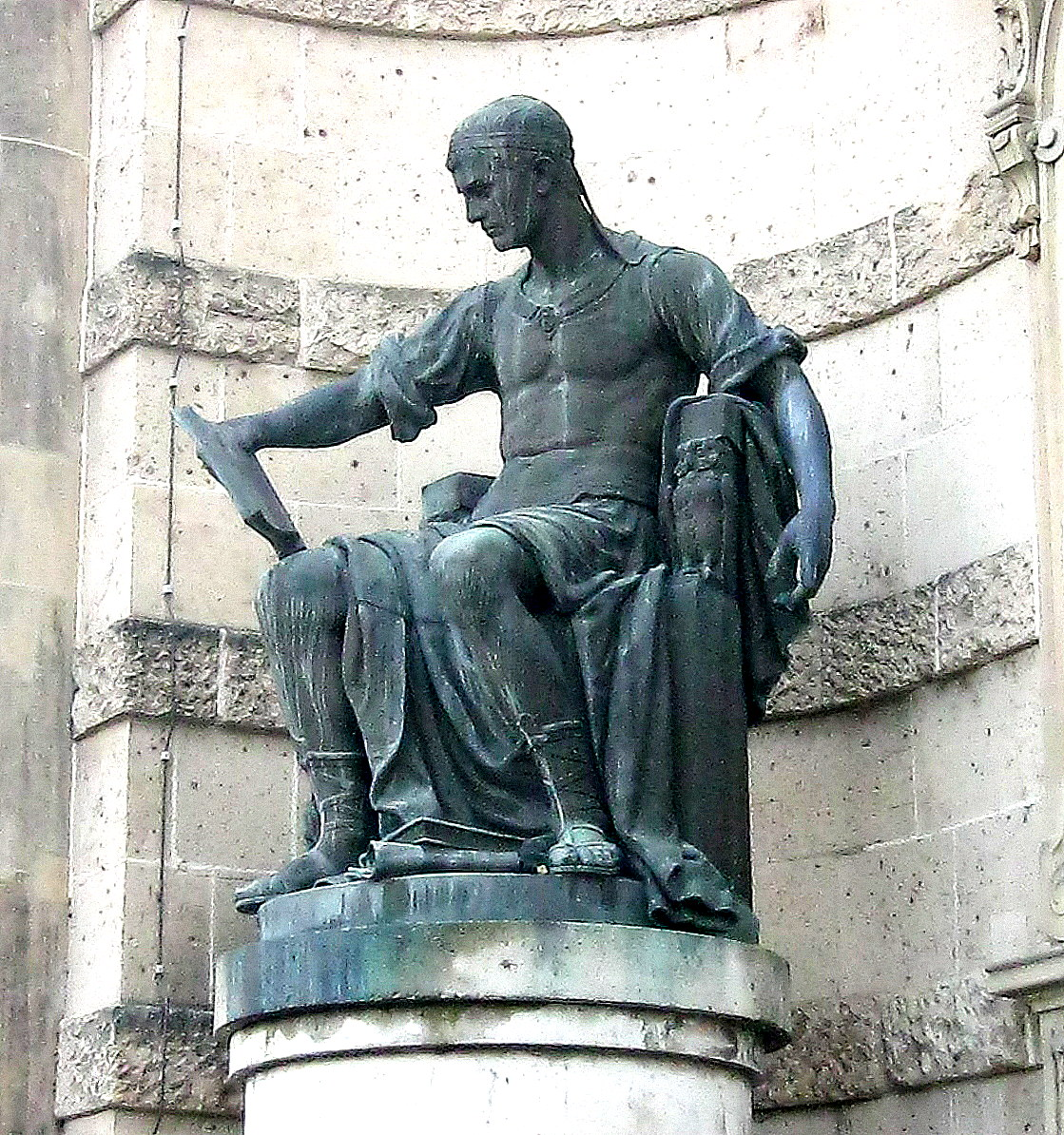
Männliche Figur Studium
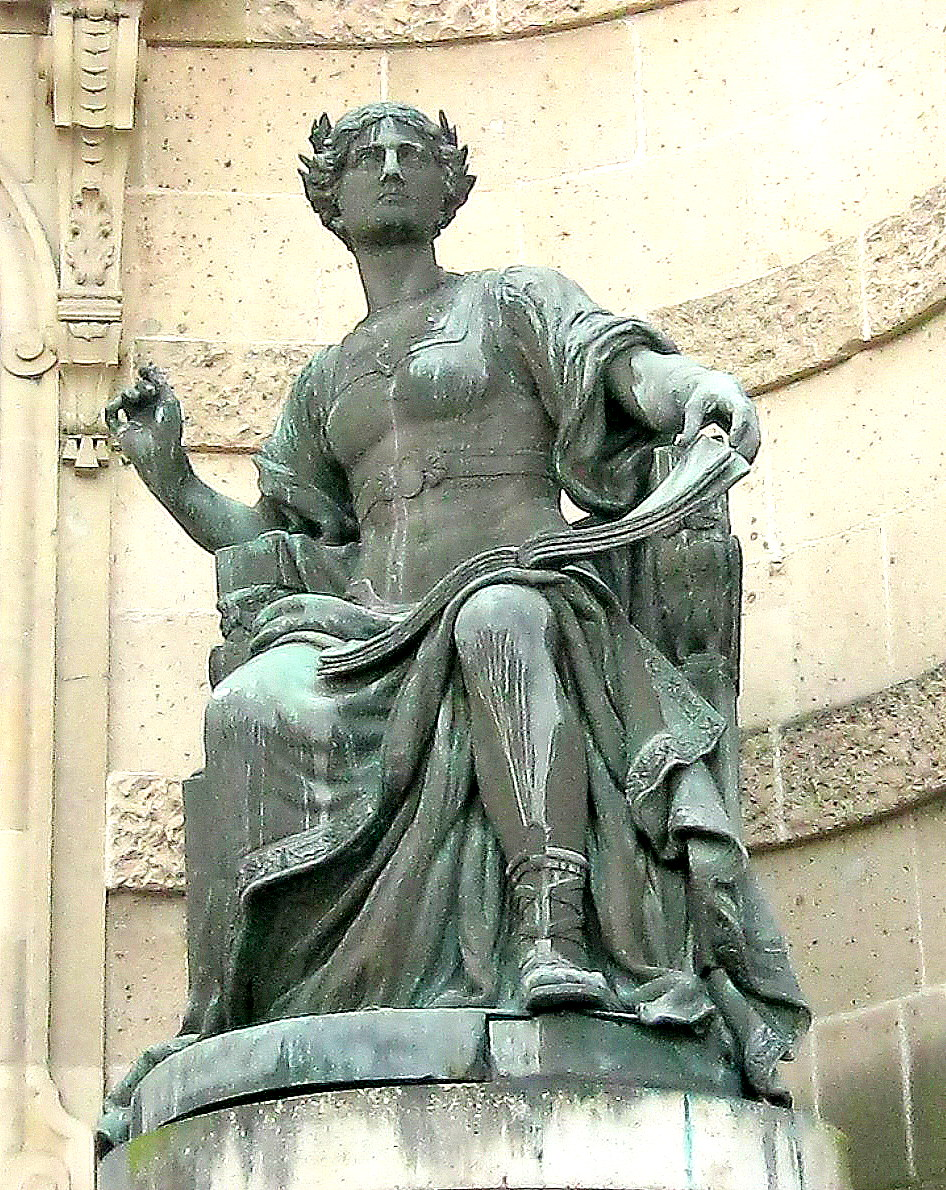
Weibliche Figur Phantasie

Schriften
- Carl Krauss (Hrsg.): Moderne Grabdenkmäler. Entwürfe der Künstler-Vereinigung Stift & Meißel. C. H. Georgi, Aachen o. J.